# Tsemönling
Tsemönling is een Tibetaans boeddhistische tempel in de binnenstad van Lhasa. De tempel staat zuidelijk van de tempel Ramoche, op de hoek van Dekyi Shar Lam, een van de hoofdstraten van de stad.
De tulku en hoofdabt van het klooster, de Tsemönling rinpoche waren belangrijk in de geschiedenis van Tibet. De eerste drie waren ganden tripa en de eerste twee regenten in historisch Tibet.
Tsemönling was een van de vier Koninklijke Colleges of Regentschaptempels (Ling Shi, ook gLing bzhi) van Lhasa en werd gebouwd in de 17e eeuw, nadat de vijfde dalai lama zowel spiritueel als wereldlijk leider van Tibet was geworden. De andere drie Ling-tempels zijn Tengyeling, Kündeling en Drib Tsemchokling.

## Beschrijving
Eind 20e eeuw staan op het terrein twee tempels. De dukang of vergaderhuis is een van de hoogste gebouwen in Lhasa. Er is een grote binnenplaats met drie zijden waarvan de monnikvertrekken van twee verdiepingen zijn omgebouwd tot familiewoningen.
Aan de noordkant staat een gebouw met twee vleugels en drie verdiepingen; aan de oostkant staat de Karpo Podrang, een gebouwd dat dateert uit 1777. Het bevat een vergaderzaal, zes kapellen en de relikwie van Numan Khan I op de begaande grond. Op de eerste verdieping staat een beschermerskapel en op de tweede verdieping het verblijf van de monastieke leermeesters.
De Marpo Podrang aan de westzijde bevat een vergaderzaal met twee beschermerskapellen, een kapel die gewijd is aan de acht medicijnboeddha's en de relikwieën van Nomun Khan III en IV.